# Marmortronens veranda

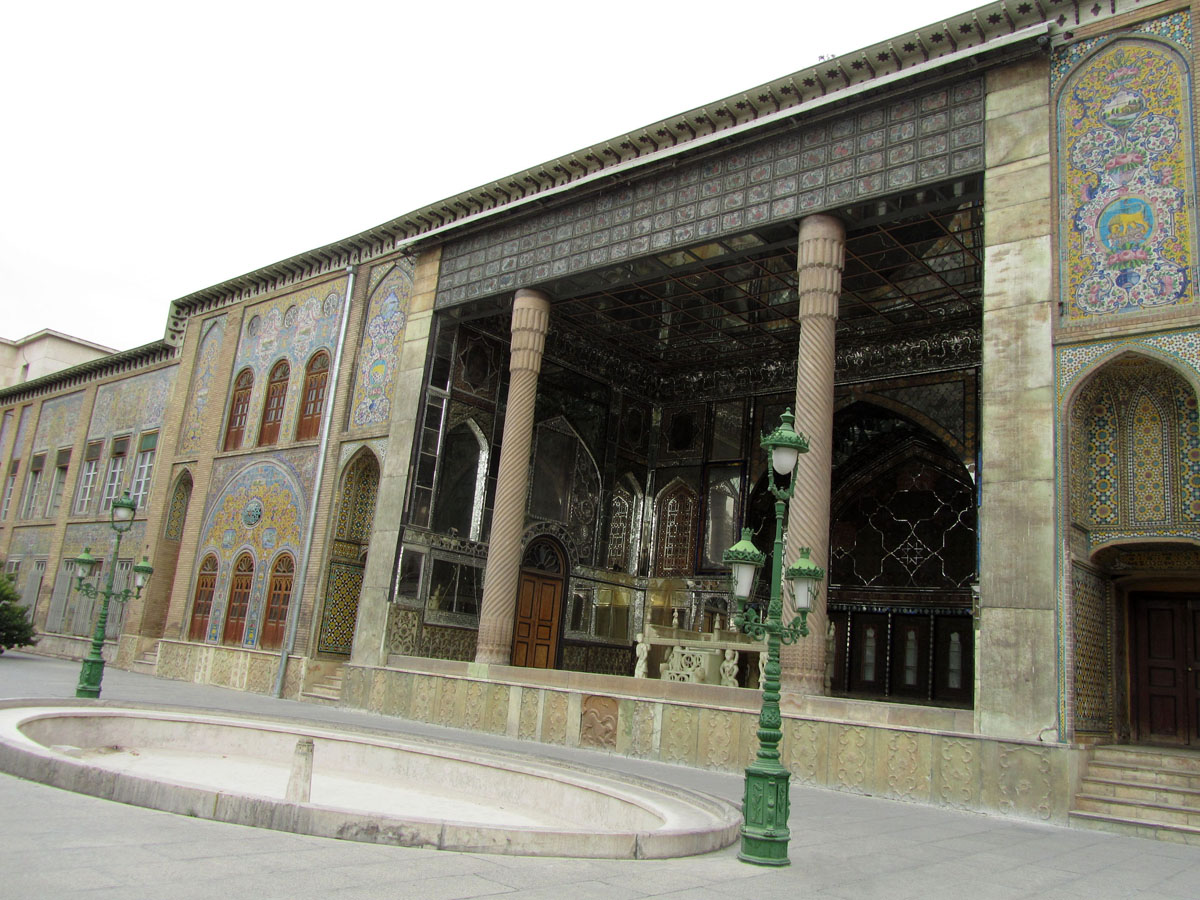
Marmortronens veranda.

Marmortronens veranda (persiska: ایوان تخت مرمر) ligger i Golestan Palace i Irans huvudstad Teheran. Marmortronen består av 65 stycken stora och små bitar och står på figurer som ska föreställa sex änglar, tre demoner och elva spiralpelare. Vid sidan om marmortronens trappa står det två lejon i marmor.

## Bildgalleri

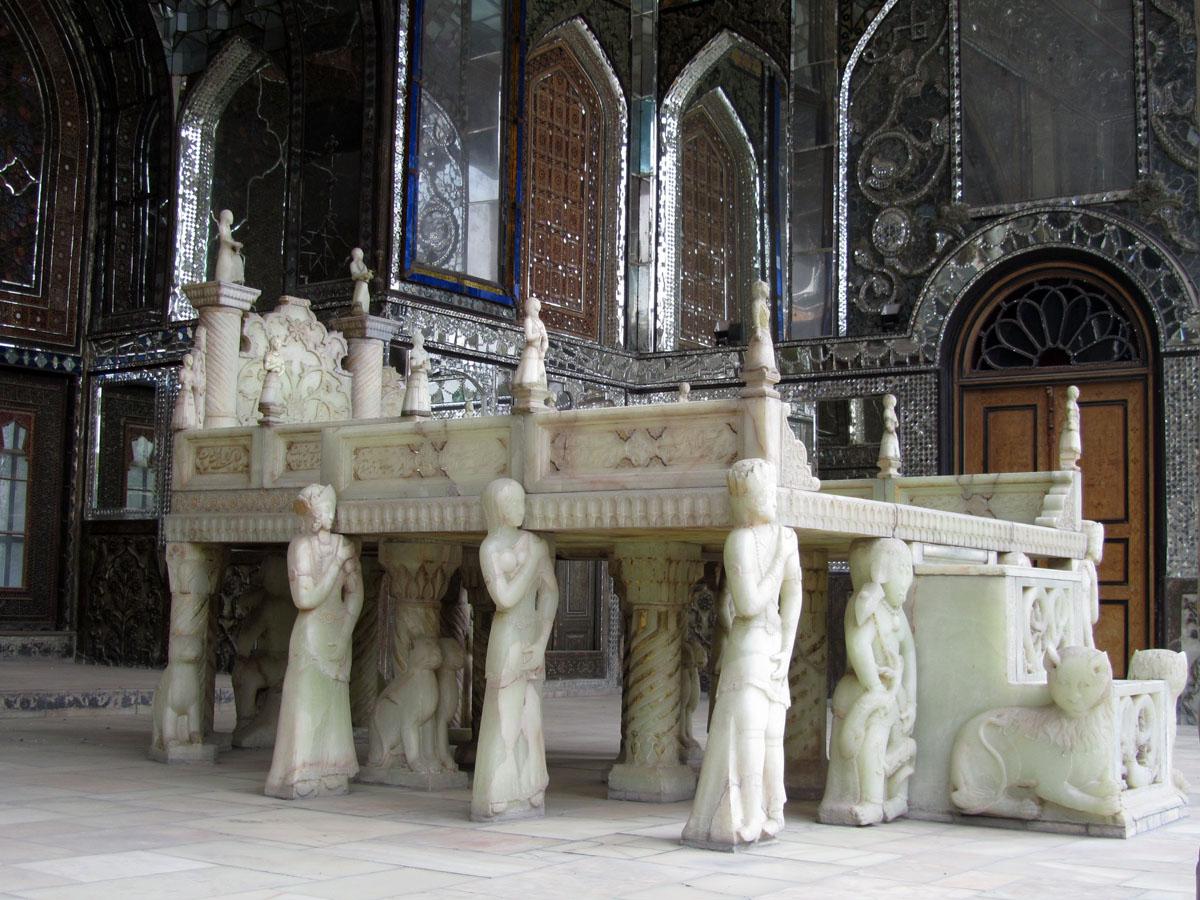
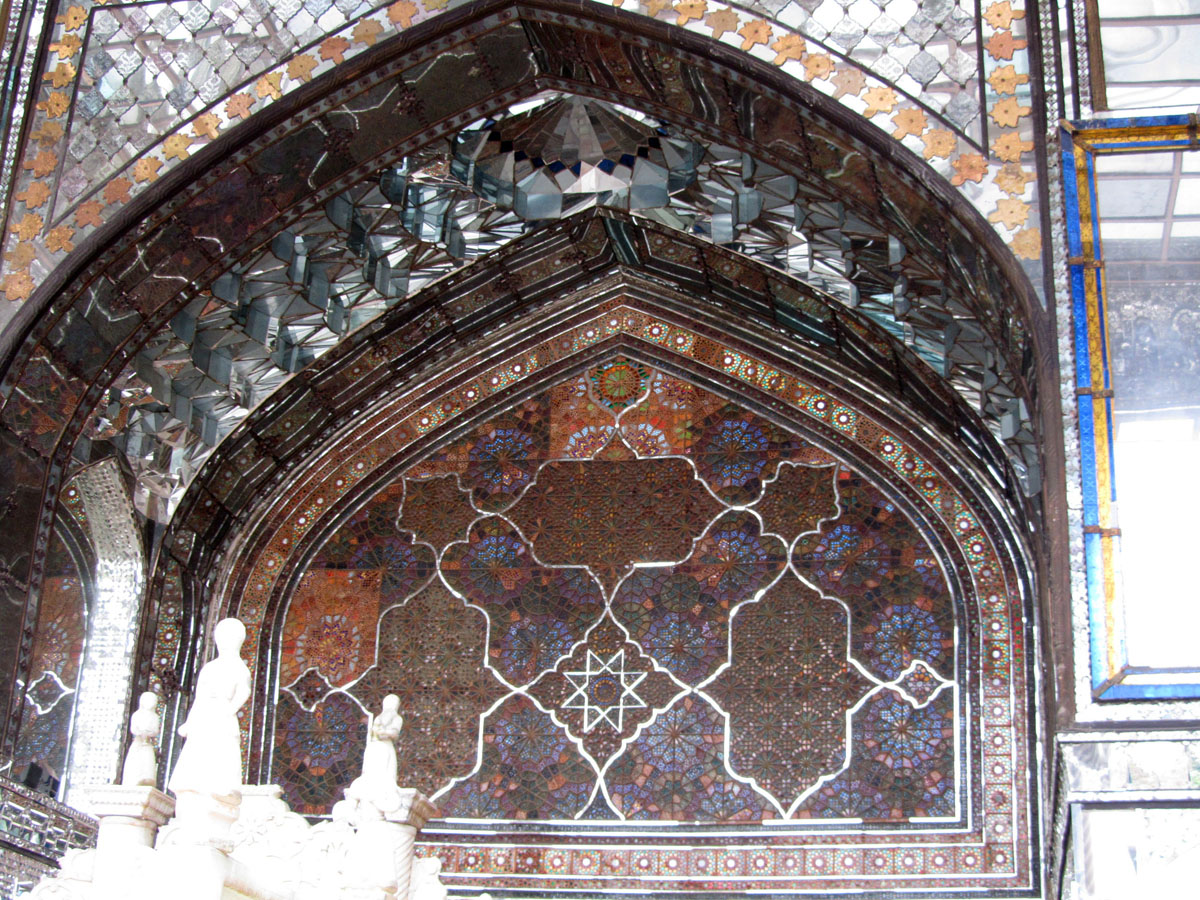
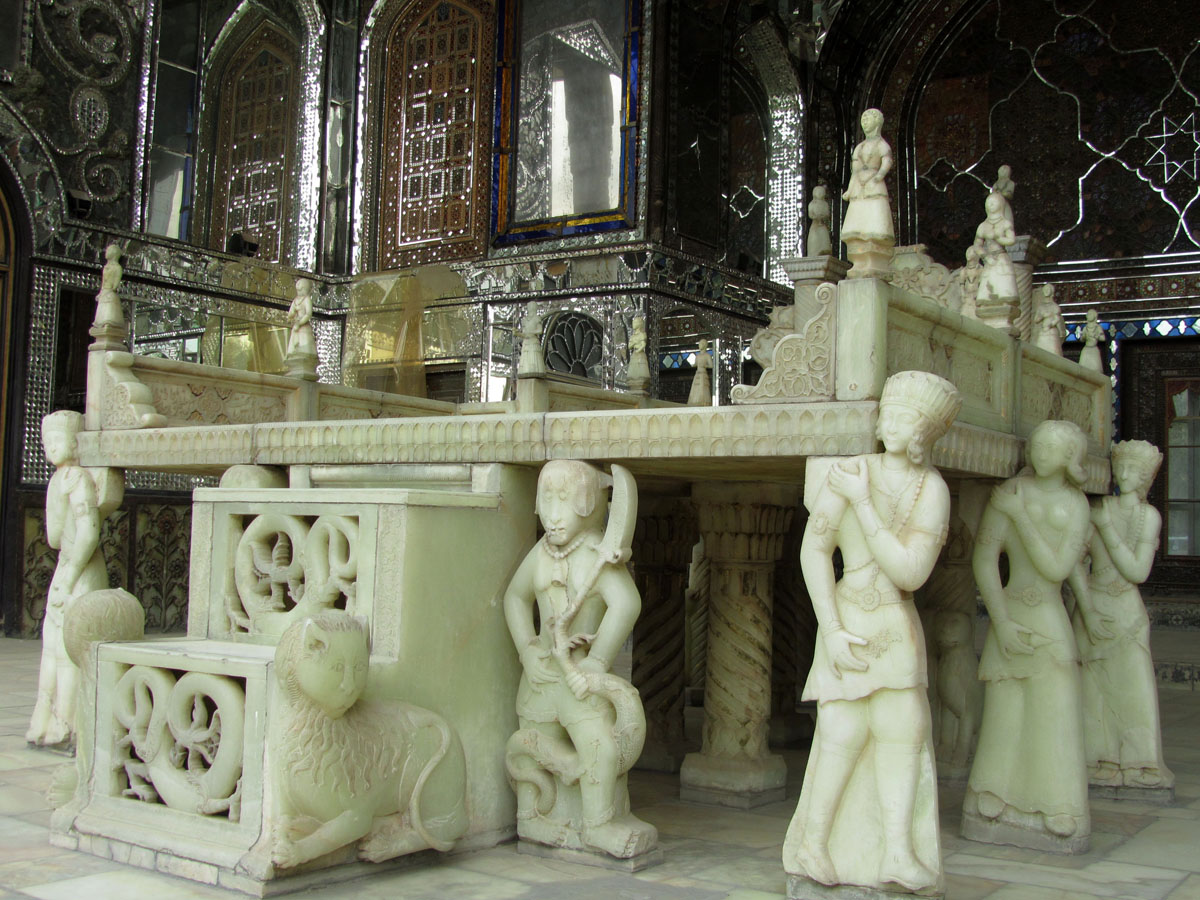
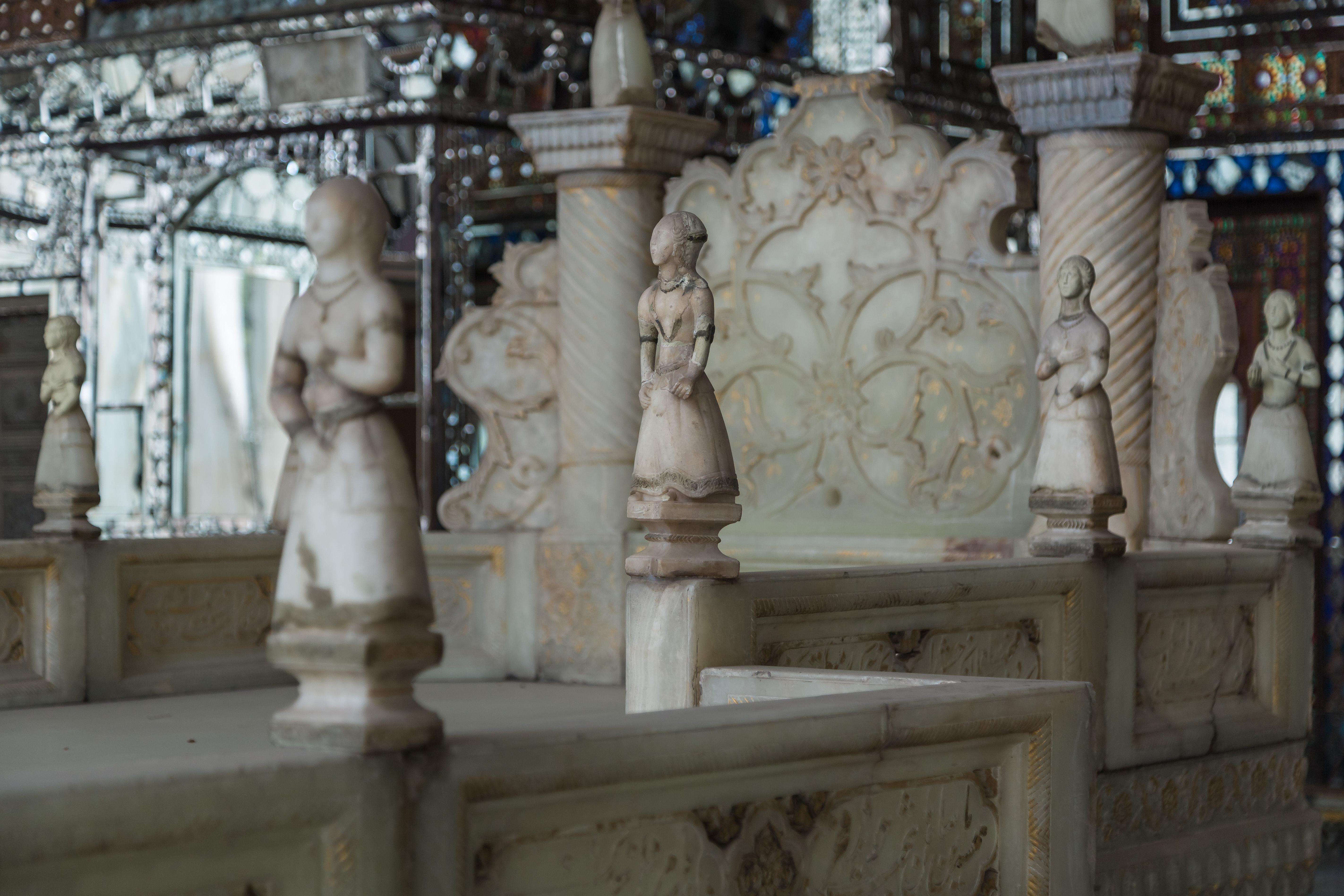